# 天文道
天文道（てんもんどう）とは、天文現象の異常（天文異変/天変現象）を観測・記録し、その地上への影響について研究する古代の学問。陰陽寮で教えられていたものの一つ。今日で言う天文学に相当するが、内容的には占星術の色合いが強く、科学とは程遠いものであった。

## 天文
そもそも、「天文」とは、天に現れた変化を記録することを指し、天文現象に合理的な規則性を求める科学としての天文学の日本における成立は江戸時代の西洋天文学の伝来以後である。このため、両者の違いを知る天文学者の中には明治時代に英語やドイツ語にあった"Astronomy"を翻訳して星学など「天文（学/道）」に代わる用語を作ろうとした経緯がある。
むしろ、暦道の方が天文学でいう、暦算天文学・位置天文学の系統に近いものがあったとされている。

## 天文異変
天文異変とは、普段では見られない天文現象の事を指す。例えば、日食や月食、流星や彗星の出現、月と星の（見かけ上の）異常接近、惑星同士の（見かけ上の）異常接近、赤気、光暈、白虹などを指す。
これらの現象は地上にある国家やその支配者（国王・皇帝・天皇）に重大な影響を与えると考えられてきた。そのため、予測可能な現象は予報を出してこの日に国家行事などを行う事を避け、突発的な現象に対しては、天文現象を観測してその意味を占いによって解釈して支配者に報告して対策を練る必要があった。日本における天文道の最高権威であった天文博士に求められたのは、天文異変の際の対処策であり、天文異変の異変の状況とその内容の吉兆を勘録した奏書を陰陽寮または蔵人所を通じて天皇に報告する事を天文密奏と称した。

## 天文道

### 概要
律令制においては、暦道・陰陽道とともに陰陽寮の監督下に置かれ、天文博士（定員1名・正七位下）と天文生（10名）によって構成されていた。天文に関する現象は国家の存亡に関わる重大な現象であると捉えられ、天文生といえども勝手に天文に関する図書を読むことが許されない程であった（「養老律令」雑令・秘書玄象条）。また、観測結果の口外も禁じられていた。
天文博士は天文生とともに毎晩夜空を観測して天文異変の有無を探り、異変があれば天文密奏を行った。また、天文生の教育にもあたった。主に教科書として用いられたのは、天文では『漢書』・『晋書』の天文志や『天漢書』・『三家薄讃』・『天文要集』（『韓楊要集』）が挙げられている。
もっとも、天文道そのものが陰陽道と比較して日本の律令国家においては、余り重要視されたとは言えなかった部分があり、夜空の観測も平常は戌の刻と寅の刻の定時観測のみであったとされている。

### 安倍氏による天文道支配
更に平安時代中期に賀茂保憲から天文道を継承した安倍晴明以後、天文道は安倍氏（後の土御門家）の家学となり、他氏の者が関わることを避ける傾向が現れた。安倍氏（阿倍氏）は阿倍比羅夫や仲麻呂で知られるように大化前代以来の豪族・貴族の家系で、貴族官僚として陰陽頭に任じられた人物はいるものの、専門官僚として陰陽道・天文道の官に就いたのは晴明が最初であったと考えられている。そして、経歴的には天徳4年（960年）には40歳で未だに天文得業生、天禄3年（972年）にようやく天文博士（『親信卿記』）となり、従四位下左京権大夫には至ったものの陰陽寮の最高責任者である陰陽頭には就任することなく、寛弘2年（1005年）に85歳で没していることから、陰陽寮及び天文道において強い基盤を持っていた家柄ではなかったとみられている。
だが、安倍晴明の陰陽道・天文道における長期の活躍と長寿、吉昌・吉平の2人の男子に恵まれたことが大きい。吉昌は天禄元年（970年）に賀茂保憲の推挙で天文得業生に推挙され、寛和2年（986年）に晴明の後任の天文博士に任じられ、寛弘元年（1004年）に陰陽頭を兼任し、死去するまで天文博士を兼務していた。また吉平も正暦2年（991年）に陰陽博士に任じられていたことが知られ、陰陽助などを経た後に従四位下に叙され、寛仁3年（1019年）に天文博士であった吉昌死去を受けて天文密奏の宣旨を受ける。これは当時の天文権博士和気久邦が伊予国に滞在中であり、天文密奏宣旨を受けた2名も技術が未熟であったために応急措置として与えられたものである。その年、吉平は天文得業生であった息子安倍章親を天文博士に推挙した。更に長元8年（1035年）に章親実弟の安倍奉親が天文権博士に任ぜられ、安倍氏が天文両博士を独占した（更に2人の長兄安倍時親も長元4年（1031年）に天文密奏宣旨を受けている）。天文博士の挙状によって後任の天文博士が任命される例はそれ以前にも存在していた（『朝野群載』）が、これ以後は安倍氏の天文博士が挙状によって自己の一族を天文博士・権博士に任命して世襲していくことが行われるようになった。これは当時天文道が特殊な技術と考えられ、その学術が親子間の相伝（家学）となり、朝廷も天文占術技術の維持を目的としてそれを許容したこと、官司請負制の定着によるところが大きい（安倍氏においては、天文密奏とその解釈を請負うことが家職・家業となる）。一方、賀茂氏側も毎年の造暦を請負うことを家職・家業とする見地から暦道における自己の立場を主張し、鎌倉時代に入ると本来は陰陽頭が中心となる御暦奏の儀式において安倍氏が陰陽頭の場合には「天文道は天文密奏、暦道は御暦奏を掌る」という独自の論理を主張して安倍氏の陰陽頭を排除して賀茂氏の暦博士が中心となって行うようになっていった。また、『今鏡』には藤原南家出身の信西の平治の乱での最期と彼が天文道に通じたことが結びつけて書かれている。また、中原氏に対する天文密奏宣旨も元永元年（1118年）の中原師安を最後に途絶え、安倍氏の人物に対してのみ出されることとなる。
更に安倍氏の家系の分裂とともに天文博士の地位や天文密奏宣旨の授与を巡る争いも激化する。安倍氏の諸流はそれぞれの知識・学説を子孫に伝えていく過程で、独自の見解・学説を発展させていくようになり、一族の間でも天文現象の解釈が異なることがしばしば発生した。このため、朝廷はより正確な解釈を求めて各流の有力者に対して天文密奏宣旨を与えることになり、12世紀末期には6・7名の密奏者がいる状態になった。更には天福2年（1235年）には宣旨を受けていない安倍家氏が客星出現を知らせた功績で天文博士に補されるという本来の天文博士が天文密奏を行うのとは逆の事例も生じている（『明月記』文暦2年3月26日条）。また、後に安倍氏の主流となる安倍泰親のように、中国由来の天文学よりも陰陽道の考え方を重視して天文道の解釈を行っていくようになった。更に鎌倉幕府が成立すると、幕府でも天文異変に対する関心が高まり、安倍氏の一族の中には陰陽道と天文道をもって幕府に仕える者（鎌倉陰陽師）も登場するようになった。
安倍氏の分裂状態は室町幕府の支援を受けた安倍有世（泰親の子孫）の元で統一が図られ、土御門家と号して天文道・陰陽道を統括する立場となり、更に江戸時代の土御門泰福の時代には賀茂氏宗家の断絶後、賀茂氏庶流の幸徳井家と争っていた暦道の地位も奪って、安倍氏流土御門家による陰陽寮支配が確立されることとなった。

### 近代天文学への移行
日本で今日のような天文学の研究が開始されるのは、江戸幕府が天文方を設置して以後であるが、初代天文方の渋川春海は『天文瓊統』において、科学的な天文観測とともに天文道以来の天体と占いの関係についての学説に割いている（これは春海が土御門泰福から神道を学んだ影響も大きい）。また、土御門家の天文道や宿曜道に由来する仏教天文学の抵抗もあり、その本格化は陰陽寮が廃止された明治時代以後のことになる。